# Cosmopterix athesiae
|  | Dieser Artikel wurde aufgrund von formalen oder inhaltlichen Mängeln in der Qualitätssicherung Biologie zur Verbesserung eingetragen. Dies geschieht, um die Qualität der Biologie-Artikel auf ein akzeptables Niveau zu bringen. Bitte hilf mit, diesen Artikel zu verbessern! Artikel, die nicht signifikant verbessert werden, können gegebenenfalls gelöscht werden. Lies dazu auch die näheren Informationen in den Mindestanforderungen an Biologie-Artikel. |

Cosmopterix athesiae ist ein Schmetterling (Nachtfalter) aus der Familie der Prachtfalter (Cosmopterigidae). Die Art wurde bereits 1898 von dem dänischen Forscher Wilhelm von Hedemann (1836–1903) bei Bozen gesammelt, jedoch erst 2007 überraschend als neue Art identifiziert. Benannt ist sie nach ihrem Fundort im Etschland (Athesis ist der alte lateinische Name des Flusses Etsch).
Die Falter haben eine Flügelspannweite von etwa 10 Millimetern. Ihre Flügel sind metallisch glänzend, braun, gelb und weiß gezeichnet.
Die nachtaktive Art ist bis jetzt aus Italien (Südtirol), dem Mittelmeerraum (Spanien, Griechenland) und aus Afrika (Kamerun, Tansania) bekannt, ein Verbreitungsmuster, das für einen Schmetterling sehr ungewöhnlich ist. Die Imagines werden durch künstliche Lichtquellen angelockt. Über die Lebensweise und die Raupennahrungspflanzen ist noch nichts bekannt, die Falter wurden in Eichenwäldern und in verbuschtem Gelände gefunden.